# Huis te Hoogwoud
Het Huis te Hoogwoud was een kasteel in het Nederlandse dorp Hoogwoud, provincie Noord-Holland.

## Geschiedenis
Toen graaf Willem VI in 1417 overleed, liet hij slechts één wettige nakomeling achter: Jacoba van Beieren. Daarnaast had hij nog diverse bastaardkinderen, waaronder Eduard. Gravin Jacoba zorgde ervoor dat haar halfbroer Eduard van inkomsten werd voorzien en schonk hem in 1429 onder andere de heerlijkheid Hoogwoud. Sindsdien werd hij Eduard van Hoogwoud genoemd. 

### Bouwheer
Het is niet duidelijk wanneer het kasteel precies is gebouwd en wie de bouwheer was. Er zijn twee mogelijkheden: Eduard van Hoogwoud of zijn zoon Anthonis. 
Eduard wordt in latere kronieken genoemd als de bouwheer van het Huis te Hoogwoud. Hiervoor is echter geen duidelijk bewijs. Een mededeling uit 1440 lijkt er op te wijzen dat er op dat moment nog helemaal geen kasteel stond in Hoogwoud. Ook Eduards eigen testament uit 1450 waarin hij lijftocht regelde voor zijn echtgenote Jutte, maakt geen vermelding van een kasteel. Eduard lijkt sowieso nauwelijks in Hoogwoud te zijn geweest: hij verbleef voornamelijk in Den Haag. 
Na Eduards overlijden in 1458 werd zijn zoon Anthonis van Hoogwoud beleend met de heerlijkheid Hoogwoud, maar in die belening werd niets vermeld over een kasteel. Het eerste teken dat er in Hoogwoud een kasteel stond, is afkomstig uit een verslag over een juridisch geschil in 1463: er was in dat jaar kennelijk een gevangenis in Hoogwoud en de pastoor bleek in het huis van Anthonis te wonen. Dat kan er op wijzen dat Anthonis het kasteel ergens tussen 1458 en 1463 heeft laten bouwen.  
Tot slot bestaat de mogelijkheid dat het kasteel in Hoogwoud in eerste instantie een allodiaal goed was en daarom niet in de oude beleningen van de heerlijkheid voorkwam. Dat gebeurde pas vanaf 1493: het slot werd toen een vast onderdeel in deze beleningen. 

### Van Egmond
Anthonis van Hoogwoud huwde twee maal. Hij vertrok met zijn tweede echtgenote in 1486 naar het Land van Kleef. In 1491 overleed hij en zijn zoon Willem van Hoogwoud volgde hem op. Deze droeg in 1493 het kasteel op aan de graaf van Holland, zodat kasteel en heerlijkheid tot één belening werden samengevoegd. Dit had als voordeel dat het Hoogwoudse bezit niet versnipperd raakte na Willems overlijden maar als één geheel naar een erfgenaam ging. Deze overdracht in 1493 is de eerste keer dat het kasteel daadwerkelijk wordt genoemd. In 1504 droeg Willem het leen over aan Johan van Egmond. 
De heerlijkheid en het kasteel bleven in handen van de familie Van Egmond, totdat financiële problemen Lamoraal van Egmond dwongen om het bezit in 1607 te verkopen aan Cornelis van Nierop. Het kasteel was mogelijk toen al een ruïne. Voor de heren van Hoogwoud werd daarom het Herenhuis gebouwd, dat in 1637 voor het eerst in de bronnen wordt vermeld. Het Herenhuis is in de eerste helft van de 18e eeuw weer verdwenen.
De familie Van Cats was in de 18e eeuw eigenaar van de heerlijkheid Hoogwoud.

## Beschrijving
Over het kasteel is weinig bekend. Het zal tussen 1429 en 1463 zijn gebouwd en het beschikte in dat laatste jaar in ieder geval over een eigen gevangenis. Het is niet bekend wanneer het kasteel is afgebroken, maar vermoedelijk was dat nog vóór 1607.
Ook de kasteellocatie is onduidelijk. Mathijs Jan Worbert graaf van Wassenaar bezat in de 19e eeuw aan de Gortsteeg een moestuin waarin fundamenten waren gevonden. Het lijkt echter niet waarschijnlijk dat hier het kasteel heeft gestaan.

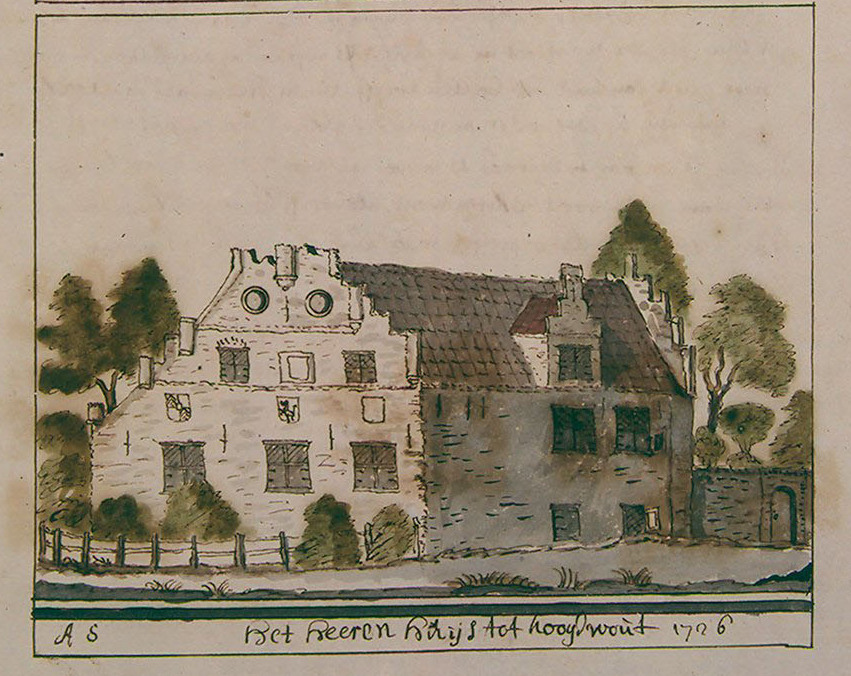
Het Herenhuis in Hoogwoud, uit de Atlas Schoemaker (1726)

### Archeologisch onderzoek
In 2005 zijn twee mogelijke locaties archeologisch onderzocht:
- ten noorden van Hoogwoud, bij de Herenweg, ligt een stuk grond dat in 1699 bekend stond als Hofweide. Deze naam komt ook in 1493 in de beleningsakte voor als de drie morgen grote Hoffwaydt die behoorde tot het kasteel. Op een luchtfoto uit 1939 zijn op deze locatie een verhoging en mogelijke grachten te zien.
- in de bebouwde kom van Hoogwoud, bij de Breebaartweg, lag in de 18e eeuw een stuk grond dat Heerlijkheid Hofstede of Perceel van de heer of vrouw van Hoogwoud werd genoemd. In 1637 en 1644 droeg dit perceel nog de naam Herenhuis. Mogelijk stond hier het Herenhuis dat na 1607 door de heer van Hoogwoud was gebouwd als opvolger van het middeleeuwse kasteel. In 1710 bleek dat het herenhuis al deels was afgebroken en het zal nog vóór 1741 geheel zijn gesloopt.

Uit het onderzoek kwam geen duidelijk resultaat naar voren. Toch wordt door de onderzoekers aangenomen dat het kasteel in de dorpskern van Hoogwoud stond, waarschijnlijk op of nabij de plek waar in de 17e eeuw het herenhuis was gebouwd. De locatie buiten het dorp die als Hofweide bekend stond, lijkt weinig aannemelijk: het zal slechts om grond gaan die heeft toebehoord aan de kasteeleigenaren en daarom Hofweide werd genoemd.
Adrichem · Aelbrechtsberg · Akersloot · Amstel · Amsterdam · Assendelft · Assumburg · Banjaert · Beeckestijn · Berkenrode · Boekel · Bollenhofstede · Ten Bosch · Brederode · Caprera · Ter Coulster · Cranenbroek · Dampegeest · Eenigenburch · Egmond · Heemstede · Hilversum · Ilpenstein · Jan Aernts woninge van Bennebroek · Keggenrode · Ter Kleef · Kostverloren · Kronenburg · Marquette · Merestein · Middelburg · Muiderslot · Nederhorst · Nieuwburg · Nuwendoorn · Oud Haerlem · De Park · Poelenburg · Purmersteijn · Radboud · Huis te Ramp · Reewijk/Rietwijk · Rolland · Ruysdael · Schagen · Huis te Schoten · Sparenwoude · Te Spijk · Swanenburch · Sypesteyn · Tetrode · Teylingerbosch · Torenburg · Velsen · De Vlotter · Vogelenzang · Ter Wijc · Wijdenes · Ypestein · Te Zaanen